# Gerlach (Familienname)
Gerlach ist ein deutscher Familienname, abgeleitet vom männlichen Vornamen Gerlach, der sich aus „ger“ (Spieß) und „lach“ von löcken (schlagen, spielen) zusammensetzt. Gehäuft tritt er in der Mitte Deutschlands auf, wo mehr als 159 von 100.000 Einwohnern (Südharz-Region) diesen Familiennamen tragen. Damit gehört er zu den 200 häufigsten Familiennamen in Deutschland. In Österreich ist er durchschnittlich oft anzutreffen, hier leben insgesamt schätzungsweise 224 Namensträger.

Siehe auch die belgische Variante Gerlache.

## Namensträger

### A
- Adolf Gerlach (1894–1953), deutscher Generalmajor
- Agnes Gerlach (1888–1976), deutsche Frauenrechtlerin
- Alexander Gerlach (Ingenieur) (1933–2009), deutscher Bauingenieur und Hochschullehrer
- Alexander Gerlach, eigentlicher Name von Niconé (* 1976), deutscher DJ und Musikproduzent
- Alexander L. Gerlach (* 1966), Schweizer Psychologe, Psychotherapeut und Hochschullehrer
- Alexandra Gerlach (* 1963), deutsche Moderatorin, Journalistin und Publizistin
- Alfred Gerlach (Architekt) (1892–nach 1947), deutscher Architekt
- Alfred Gerlach (Ingenieur) (* vor 1967), deutscher Ingenieur und Hochschullehrer
- Andreas Gerlach (Fechter) (* 1960), deutscher Fechter
- Andreas Gerlach (Politikwissenschaftler) (* 1963), deutscher Politik- und Wirtschaftswissenschaftler, Unternehmer und Regattasegler
- Andreas Christian Gerlach (1811–1877), deutscher Veterinärmediziner
- Annette Gerlach (* 1964), deutsche Journalistin und Fernsehmoderatorin
- Arthur von Gerlach (1876–1925), deutscher Regisseur
- Arthur Gerlach (1890–1968), deutscher Konteradmiral (Ing.)
- August von Gerlach (1830–1906), deutscher Politiker, MdR
- August Gerlach (Heimatforscher) (1874–1952), deutscher Arzt und Heimatforscher
- Axel Gerlach (* 1939), deutscher politischer Beamter und Staatssekretär

### B
- Beate Gerlach, deutsche Dialogregisseurin, Schauspielerin und Sprecherin
- Benjamin Gottlieb Gerlach (1698–1756), deutscher Pädagoge und Autor
- Berndt von Gerlach (1828–1889), preußischer Ritterschaftsdirektor, Major und Landrat
- Bogislav-Tessen von Gerlach (* 1946), deutscher Landrat

### C
- Carl Gerlach (Politiker) (Carl R. Gerlach), US-amerikanischer Politiker
- Carl Friedrich Leopold von Gerlach (1757–1813), deutscher Politiker, Oberbürgermeister von Berlin
- Carl Gotthelf Gerlach (1704–1761), deutscher Organist, Komponist und Violinist
- Carl Heinrich von Gerlach (1783–1860), deutscher Gutsbesitzer und Politiker
- Carola Gerlach (1943–2018), Romanistin und Autorin
- Chad Gerlach (* 1973), US-amerikanischer Radrennfahrer
- Charles L. Gerlach (1895–1947), US-amerikanischer Politiker
- Christian Gerlach (Theologe) (1602–1665), deutscher Theologe und Pastor
- Christian Gerlach (Historiker) (* 1963), deutscher Historiker und Hochschullehrer
- Christine Gerlach (* 1925), deutsche Schauspielerin und Sprecherin
- Christoph Gerlach (* 1967), deutscher Go-Spieler
- Claire Frühling-Gerlach (1910–1994), deutsche Sängerin und Hochschullehrerin

### D
- Daniel Gerlach (* 1977), deutscher Orientalist und Publizist
- David Gerlach (* 1983), deutscher Fremdsprachendidaktiker
- Dieter B. Gerlach (1942–2022), deutscher Schauspieler und Synchronsprecher
- Dietrich Gerlach († 1575), deutscher Drucker und Verleger

### E
- Elena Garcia Gerlach (* 1985), deutsche Schauspielerin
- Elise Gerlach (1772–1809), deutsche Autorin und Zeichnerin, siehe Josephine Henriette Gerlach
- Elise Gerlach (Sängerin) (Liesel Gerlach), deutsche Sängerin
- Emil Gerlach (1902–1979), deutscher Schriftsetzer, Kaufmann und Politiker (SPD)
- Erich Gerlach (Maler) (1909–2000), deutscher Maler und Grafiker
- Erich Gerlach (Politiker) (1910–1972), deutscher Politiker (KPD, SAPD, SPD) und Wirtschaftswissenschaftler
- Ernst Gerlach (Bauingenieur) (1898–1984), deutscher Bauingenieur und Hochschullehrer
- Ernst Gerlach (* 1947), deutscher Handballspieler
- Ernst Ludwig von Gerlach (auch Ludwig von Gerlach; 1795–1877), deutscher Politiker, Publizist und Richter
- Eva Gerlach (* 1948), niederländische Dichterin

### F
- Ferdinand Gerlach (Richter) (1886–1941), deutscher Richter
- Ferdinand M. Gerlach (* 1961), deutscher Mediziner
- Franz Gerlach (Schiedsrichter), deutscher Fußballschiedsrichter
- Franz Gerlach (Tiermediziner) (1891–1981), österreichischer Tiermediziner und Hochschullehrer
- Franz Dorotheus Gerlach (1793–1876), deutsch-schweizerischer Philologe und Historiker
- Frauke Gerlach (* 1964), deutsche Juristin, Leiterin des Grimme-Instituts
- Friedrich von Gerlach (1828–1891), deutscher Verwaltungsjurist und Landrat
- Friedrich Gerlach (1856–1938), deutscher Bauingenieur, Baubeamter, Hochschullehrer und Politiker
- Friedrich Gerlach (Maler) (auch Fritz Gerlach; 1903–1972), deutscher Maler
- Fritz Gerlach (Mediziner) (1858–1950), deutscher Neurologe und Psychiater
- Fritz Gerlach (Maler) (1903–1998), US-amerikanischer Maler
- Fritz Gerlach (Schauspieler), deutscher Schauspieler

### G
- Gabriele Gerlach (* 1959), deutsche Biologin
- Georg Gerlach (1874–1962), österreichischer Maler
- Georg Daniel von Gerlach (1797–1865), dänischer General
- Gerald Gerlach (* 1958), deutscher Ingenieur, Elektroniker und Hochschullehrer
- Gottlieb Wilhelm Gerlach (1786–1864), deutscher Philosoph und Bibliothekar
- Guido Gerlach (1810–1904), deutscher Jurist und Politiker
- Günter Gerlach (Musiker) (1928–2003), deutscher Musiker und Komponist
- Günter Gerlach (Botaniker) (* 1953), deutscher Botaniker und Konservator
- Gunter Gerlach (* 1941), deutscher Schriftsteller
- Gunther Gerlach (* 1952), deutscher Bildhauer
- Gustav Gerlach (General) (1827–1911), deutscher Generalmajor
- Gustav Theodor Gerlach (1827–nach 1887), deutscher Chemiker

### H
- Hans Gerlach (Architekt, 1885) (1885–1980), deutscher Architekt und Baubeamter
- Hans Gerlach (Gartenarchitekt), deutscher Garten- und Landschaftsarchitekt, Landschaftsanwalt während der NS-Zeit
- Hans Gerlach (Architekt, 1888) (1888–nach 1963), deutscher Architekt und Baumeister
- Hans Gerlach (Zahnmediziner) (1901–nach 1942), deutscher Zahnmediziner
- Hans Gerlach (Journalist) (1916–nach 1974), deutscher Journalist
- Hans Gerlach (Politiker, 1919) (1919–1986), deutscher Politiker (SED)
- Hans Gerlach (Politiker, 1929) (1929–2011), deutscher Politiker (CDU)
- Hans Gerlach (Chemiker) (1932–2023), Chemiker und Hochschullehrer
- Hans Gerlach (Leichtathlet) (* 1939/1940), deutscher Langstreckenläufer
- Hans Gerlach (Koch), deutscher Koch, Fotograf und Autor
- Hans Egon Gerlach (1908–nach 1973), deutscher Übersetzer, Autor und Journalist
- Hans Jörgen Gerlach (1950–2011), deutscher Publizist
- Hans-Martin Gerlach (1940–2011), deutscher Philosoph
- Harald Gerlach (1940–2001), deutscher Lyriker, Schriftsteller und Bühnenautor
- Harry Gerlach (1927–1995), deutscher Schriftsteller und Heimatforscher
- Hartmut Schulze-Gerlach (* 1948), deutscher Schlagersänger und Fernsehmoderator
- Heinrich von Gerlach (1792–1863), deutscher Beamter und Polizeipräsident, siehe Karl von Gerlach
- Heinrich Gerlach (Geologe) (1822–1871), Schweizer Geologe
- Heinrich Gerlach (Buchdrucker) (1828–1899), deutscher Buchdrucker, Historiker und Politiker
- Heinrich Gerlach (Politiker) (1846–1928), deutscher Mediziner und Politiker (Zentrum)
- Heinrich Gerlach (Admiral) (1906–1988), deutscher Vizeadmiral
- Heinrich Gerlach (Autor) (1908–1991), deutscher Offizier und Autor
- Heinrich Gerlach (Pilot) (1912–1993), deutscher Offizier der Luftwaffe
- Heinrich August Gerlach († 1759), deutscher Mediziner und Librettist
- Heinz Gerlach (Musiker) (1910–1943), deutscher Akkordeonist und Komponist
- Heinz Gerlach (Schauspieler), deutscher Schauspieler
- Heinz Gerlach (Pfarrer) (* 1940), deutscher Pfarrer und Autor
- Heinz Gerlach (Publizist) (1945–2010), deutscher Publizist und Herausgeber
- Hellmut von Gerlach (auch Helmut Gerlach; 1866–1935), deutscher Publizist und Politiker
- Helmut Gerlach (Künstler) (1921–2009), deutscher Maler, Grafiker und Bildhauer
- Helmut Gerlach (Skilangläufer) (1937–2020), deutscher Skilangläufer
- Henry Gerlach, Bobfahrer der DDR
- Hermann Gerlach (1833–1886), deutscher Theologe und Hochschullehrer
- Holger Gerlach (* 1974), deutscher Angeklagter im NSU-Prozess
- Horst Gerlach (Marineoffizier) (1900–1970), deutscher Marineoffizier
- Horst Gerlach (Politiker) (1919–1990), deutscher Politiker (SPD)
- Horst Gerlach (Mennonit) (1929–2018), deutscher Lehrer, Prediger und Historiker
- Hubert Gerlach (1927–2015), deutscher Schriftsteller

### I
- Irene Gerlach (* 1955), deutsche Politikwissenschaftlerin und Hochschullehrerin
- Iris Gerlach (* 1967), deutsche Archäologin

### J
- Jacob von Gerlach (1830–1908), deutscher Politiker
- Jacob Gerlach (1904–nach 1953), deutscher Bergmann und Volkskammerabgeordneter
- Jacqueline Gerlach (* 1991), österreichische Grasskiläuferin
- Jan D. Gerlach (* 1975), deutscher Kameramann
- Jens Gerlach (Lyriker) (1926–1990), deutscher Lyriker
- Jens Gerlach (Fußballspieler) (* 1970), deutscher Fußballspieler
- Jens Gerlach (Tennisspieler) (* 1973), deutscher Tennisspieler und -trainer
- Jim Gerlach (* 1955), US-amerikanischer Politiker
- Joachim von Gerlach (1895–1979), deutscher Konteradmiral
- Johann Gerlach (Baumeister) († nach 1341), deutscher Baumeister
- Johann Friedrich Christian Gerlach (1763–1834), deutscher Gastwirt
- Johann Friedrich Julius Gerlach (1819–1873), deutscher Politiker
- Johann Heinrich Samuel Gerlach (1772–1809), deutscher Buchhändler, Verleger und Autor
- Johann Nikolaus Gerlach (Verleger, † 1697) († 1697), deutscher Buchhändler und Verleger in Magdeburg und Helmstedt
- Johann Nikolaus Gerlach (Verleger, um 1696) (um 1696–1767), deutscher Buchhändler und Verleger in Dresden
- Johann Samuel Gerlach, deutscher Buchhändler und Verleger
- Johann Ullrich Gerlach (1814–1893), Abgeordneter des Kurhessischen Kommunallandtages
- Johann Wilhelm Gerlach (* 1938), deutscher Rechtswissenschaftler und Hochschullehrer
- Johannes Gerlach (* 1954), deutscher Physiker und Politiker (SPD)
- Jörg Gerlach (* 1967), deutscher Fußballspieler
- Josef Gerlach (1900–1992), deutscher Maler
- Joseph von Gerlach (1820–1896), deutscher Mediziner
- József Gerlach (1938–2021), ungarischer Wasserspringer
- Judith Gerlach (* 1985), deutsche Politikerin (CSU) und bayerische Staatsministerin
- Julius Gerlach (1819–1873), deutscher Philologe und Prediger
- Jürgen von Gerlach (* 1936), deutscher Jurist und Richter
- Jürgen Gerlach (Politiker) (* 1938), deutscher Politiker (Tierschutzpartei)
- Jürgen Gerlach (Handballtrainer) (1946–2021), deutscher Handballtrainer
- Jürgen Gerlach (Kanute) (* 1948), deutscher Kanute und Kanutrainer
- Jürgen Gerlach (Ingenieur) (* 1963), deutscher Verkehrsingenieur und Hochschullehrer
- Justin Gerlach (Zoologe) (* 1970), britischer Zoologe
- Justin Gerlach (Fußballspieler) (* 1990), deutscher Fußballspieler
- Justin Gerlach (Motorradfahrer) (* 2001), deutscher Motorradrennfahrer

### K
- Karl von Gerlach (1792–1863), deutscher Beamter und Polizeipräsident
- Karl Gerlach (Politiker, 1883) (1883–??), deutscher Politiker (SPD), MdL Sachsen
- Karl Gerlach (Beamter) (1883–1951), deutscher Jurist und Militärbeamter
- Karl Gerlach (Architekt) (1890–1970), deutscher Architekt
- Karl von Gerlach (General) (1894–1941), deutscher Generalmajor
- Karl Gerlach (Kulturfunktionär) (1907–1988), deutscher Kulturfunktionär und Politiker (SPD, SED)
- Katharina Gerlach (Druckerin) (auch Katharina Gerlachin; 1520–1591/1592), deutsche Druckerin
- Katharina Gerlach (Autorin) (* 1968), deutsche Schriftstellerin
- Katharina Gerlach (Tennisspielerin) (* 1998), deutsche Tennisspielerin
- Kerstin Gerlach (* 1984), deutsche Mathematikerin, Didaktikerin und Hochschullehrerin
- Klaus Louis Gerlach (* 1947), deutscher Zahntechniker, Zahnarzt und Hochschullehrer
- Konstantin Gerlach (* 1990), deutscher Schauspieler
- Kurt Gerlach (Schriftsteller) (1889–1976), deutscher Schriftsteller
- Kurt Gerlach (Germanist) (1903–1980), deutscher Germanist
- Kurt Gerlach (Fotograf) (1919–2003), österreichischer Fotograf
- Kurt Albert Gerlach (1886–1922), deutscher Soziologe

### L
- Laura J. Gerlach, eigentlicher Name von Laura Jay (* 1980), deutsche Künstlerin
- Leo von Gerlach (1851–1918), deutscher Arzt und Hochschullehrer
- Leopold von Gerlach (1757–1813), deutscher Gutsbesitzer und Politiker, Oberbürgermeister von Berlin, siehe Carl Friedrich Leopold von Gerlach
- Leopold von Gerlach (General) (Ludwig Friedrich Leopold von Gerlach; 1790–1861), deutscher General und Politiker
- Leopold Gerlach (Kulturwissenschaftler) (1834–1917), deutscher Pädagoge und Kulturwissenschaftler
- Ludwig Gerlach (Maler, um 1810) (um 1810–1844), deutscher Maler
- Ludwig Gerlach (Maler, 1900) (1900–1971), deutscher Maler
- Ludwig August Gerlach (1872–nach 1934), deutscher Lehrer und Botaniker
- Ludwig Friedrich Leopold von Gerlach (1790–1861), deutscher General und Politiker, siehe Leopold von Gerlach (General)
- Ludwig Wilhelm August von Gerlach (1751–1809), deutscher Jurist und Richter

### M
- Manfred Gerlach (1928–2011), deutscher Politiker (LDPD), DDR-Staatsratvorsitzender 1989 bis 1990
- Manfred Gerlach (Neurowissenschaftler) (* 1954), deutscher Neurowissenschaftler und Hochschullehrer
- Martin Gerlach senior (1846–1918), deutsch-österreichischer Graveur, Fotograf und Verlagsgründer
- Martin Gerlach junior (1879–1944), österreichischer Fotograf
- Martin Gerlach (Politiker) (* 1965), deutscher Politiker
- Martina Gerlach (* 1954), deutsche Juristin und Staatssekretärin
- Max Gerlach (Chemiker) (1861–1940), deutscher Agrikulturchemiker
- Max Gerlach (Bootlegger) (1888–1959), US-amerikanisch-deutscher Bootlegger
- Max Gerlach (Eishockeyspieler) (* 1998), US-amerikanischer Eishockeyspieler

### N
- Nicole Gerlach (1994–2019), österreichische Grasskiläuferin
- Nikolaus von Gerlach (1875–1955), deutscher Verwaltungsbeamter und Landrat
- Nina Gerlach (* 1979), deutsche Kunstwissenschaftlerin

### O
- Otto von Gerlach (1801–1849),  deutscher Theologe und Pfarrer
- Otto Gerlach (Schauspieler) (1858–??), deutscher Schauspieler und Schauspiellehrer
- Otto Gerlach (Maler) (1862–1908), deutscher Maler und Illustrator
- Otto Gerlach (Ökonom) (1862–1923),  deutscher Wirtschafts- und Staatswissenschaftler
- Otto Gerlach (Mediziner) (1866–1914), deutscher Arzt
- Otto Gerlach (Jurist) (1894–1963), deutscher Jurist und Genealoge

### P
- Paul Gerlach (Architekt) (1858–1944), deutscher Architekt
- Paul Gerlach (Politiker, 1888) (1888–1944), deutscher Politiker (SPD), MdR
- Paul Gerlach (Politiker, 1929) (1929–2009), deutscher Politiker (CSU), MdB
- Peter Gerlach (1938–2007), deutscher Medienmanager
- Petra Gerlach (* 1972), deutsche Kommunalpolitikerin (CDU), Oberbürgermeister von Delmenhorst
- Philipp Gerlach (1679–1748), deutscher Architekt

### R
- Rainer Gerlach (Synchronsprecher) (* 1949), deutscher Synchronsprecher, Schauspieler und  Dialogregisseur
- Rainer Gerlach (Journalist) (* 1951), deutscher Journalist und Berater
- Reinhard Gerlach (1934–2017), deutscher Musikwissenschaftler und Herausgeber
- Renate Gerlach (* vor 1960), deutsche Geoarchäologin
- Richard Gerlach (1899–1973), deutscher Zoologe
- Rolf Gerlach (Jurist) (Pseudonyme Hans Einerm, Willy Hermann; 1919–2009), deutscher Wirtschaftsjurist und Unternehmensberater
- Rolf Gerlach (Schriftsteller) (Johannes Rolf Gerlach; * 1935), deutscher Theologe und Schriftsteller
- Rolf Gerlach (Volkswirt) (Rolf Heinrich Gerlach; * 1953), deutscher Volkswirt
- Rudi Gerlach (1948–2007), deutscher Kameramann
- Rudolf Gerlach, Pseudonym von Karl Prümer (1846–1933), deutscher Verleger und Schriftsteller
- Rudolf von Gerlach (1886–1946), deutscher Theologe
- Rudolf Gerlach (Genealoge) (1891–1966), deutscher Lehrer und Genealoge
- Rudolf Gerlach-Rusnak (eigentlich Orest Rusnak; 1895–1960), ukrainisch-deutscher Sänger (Tenor)

### S
- Samuel Gerlach (1609–1683), deutscher Geistlicher und Theologe
- Sonja Gerlach (Musikwissenschaftlerin) (* 1936), deutsche Musikwissenschaftlerin
- Sonja Gerlach (Politikerin) (* 1971), deutsche Politikerin
- Stefan Gerlach (* 1947), deutscher Liedermacher
- Stephan Gerlach (1546–1612), deutscher lutherischer Theologe und Pfarrer

### T
- Theodor Gerlach (1861–1940), deutscher Komponist, Kapellmeister und Dirigent
- Theo Frisch-Gerlach (1907–1983), österreichischer Schauspieler, Theaterregisseur, Hörspielsprecher und Hörspielautor
- Thomas Gerlach (Diplomat) (* 1951), deutscher Diplomat
- Thomas Gerlach (Autor) (* 1952), deutscher Schriftsteller und Denkmalpfleger
- Thomas Gerlach (Designer) (* 1959/1960), deutscher Designer
- Thomas Gerlach (Journalist) (* 1964), deutscher Journalist
- Thomas Gerlach (Rennrollstuhlfahrer), dänischer Rennrollstuhlfahrer
- Thomas Gerlach (Neonazi), deutscher Neonazi
- Thomas Gerlach (Triathlet) (* 1981), US-amerikanischer Triathlet
- Thomas-René Gerlach, eigentlicher Name von DJ Tonka (* 1973), deutscher DJ, Produzent und Komponist
- Tine Schulze-Gerlach (1920–2011), deutsche Schriftstellerin und Dichterin

### V
- Valentin Gerlach (1858–1957), deutscher Hygieniker

### W
- Walter Gerlach (KZ-Kommandant) (1896–1964), deutscher SS-Führer, Gefängnisleiter und Lagerkommandant im Konzentrationslager Sachsenburg
- Walter Gerlach (Schriftsteller, 1921) (1921–1953), deutscher Schriftsteller und Lektor
- Walter Gerlach (Schriftsteller, 1953) (* 1953), deutscher Buchautor und Herausgeber
- Walther Gerlach (1889–1979), deutscher Physiker
- Werner Gerlach (1891–1963), deutscher Pathologe und SS-Offizier
- Werner Gerlach (Mediziner, 1903) (1903–1982), deutscher HNO-Arzt und Sanitätsoffizier
- Wilhelm von Gerlach (1789–1834), deutscher Jurist und Richter
- Wilhelm Gerlach (Pfarrer) (1791–1862), deutscher Pfarrer, Offizier und Lehrer
- Willi Gerlach (Musiker) (1909–nach 1972), deutscher Oboist
- Willi Gerlach (Physiker) (1929–2002), deutscher Physiker und Hochschullehrer
- Willi Gerlach (Verwaltungsbeamter), deutscher Verwaltungsbeamter
- Willibald Gerlach (1884–1960), deutscher Versicherungsjurist
- Wolf Gerlach (1928–2012), deutscher Filmarchitekt, Bühnenbildner und Karikaturist
- Wolf Gerlach (Schauspieler) (* 1980), deutscher Schauspieler
- Wolfgang Gerlach (Mykologe, 1922) (1922–2000), deutscher Mykologe und Pflanzenpathologe
- Wolfgang Gerlach (Theologe) (* 1933), deutscher Theologe und Publizist
- Wolfgang W. P. Gerlach (Wolfgang Wilhelm Paul Gerlach; 1946–2020), deutscher Botaniker und Mykologe

## Fiktive Personen
- Alexander Gerlach, Kriminaloberrat in den Heidelberg-Krimis des Autors Wolfgang Burger